# ۲۵۴ (میلادی)
۲۵۴ (میلادی) دویست و پنجاه و چهارمین سال تقویم میلادی است.
‎